# San Jerónimo penitente (Maestro de la Seo de Urgel)

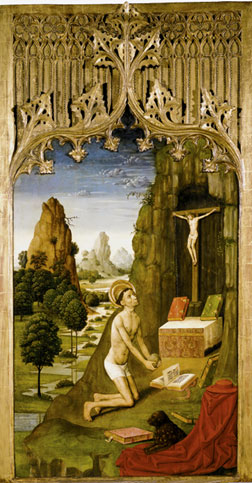
San Jerónimo penitente

San Jerónimo penitente es un cuadro del Maestro de la Seo de Urgel pintado hacia 1495 que actualmente forma parte de la colección permanente del Museo Nacional de Arte de Cataluña. Proceden de las puertas del órgano de la catedral de la Seo de Urgel (Alto Urgel)

## Descripción
De todos los fragmentos que formaban el conjunto decorativo de las puertas del órgano de la catedral de la Seo de Urgel, destaca, por calidad y originalidad, la escena de la Presentación de Jesús al Templo. 
Representa un tema popular en la iconografía de la época y se utiliza con el fin de remarcar el importante papel que la providencia asigna a la Iglesia en su misión redentora. De hecho, todo el programa iconográfico gravita en torno del tema de la Iglesia como comunidad de creyentes.